# Medianeira (Paraná)

Origem da cidade
A distância rodoviária entre a cidade e a capital Curitiba é de 581 quilômetros.

## Etimologia
A etimologia do nome tem origem religiosa, sendo uma homenagem à Nossa Senhora Medianeira, padroeira do município. De acordo com o etimologista Aquilino Ribeiro, o termo "Medianeira" pode ter o significado de aliada, árbitra, protetora ou ainda que intercede (intervém) a favor de alguém.

## História

### Origens e colonização
A história de Medianeira iniciou-se no século XIX, com a construção da Colônia Militar do Iguaçu, no dia 23 de novembro de 1889, cujo projeto foi elaborado pelo engenheiro militar José Joaquim Firmino.
O Território Federal do Iguaçu foi criado por força do Decreto-Lei Federal nº 5.812, de 13 de setembro de 1943. Durante a vigência do então território federal, Medianeira passou a fazer parte da nova unidade federativa. Porém, com a extinção do território federal, Medianeira passou a integrar de novo o atual estado do Paraná.
A colonização pela empresa Industrial Agrícola Bento Gonçalves originou o município. Esta companhia teve a idealização dos empresários Alberto Dalcanale, Luiz Dalcanale e Alfredo Paschoal Ruaro, que foram os fundadores da empresa Pinho e Terras, em área comprada na antiga área de influência da família Matte, que em 1918 requereu e conseguiu a concessão de milhares de alqueires de terras na região.

### Povoamento e formação administrativa
O povoamento foi baseado em migração vinda do Rio Grande do Sul e de Santa Catarina, incentivada pela propaganda paulista "Marcha para o Oeste", que visava a acomodação da mão-de-obra sulista. Como o crescimento do povoado, em 31 de julho de 1952, por força da Lei nº 99, foi transformado em Distrito Administrativo. Desde então, passou a integrar como distrito do território municipal de Foz de Iguaçu.
A Lei Estadual nº 4.245, de 25 de julho de 1960, de autoria do governador do Paraná Moysés Lupion de Tróia, desmembrou Medianeira de Foz do Iguaçu, transformando-o em município., que foi oficialmente instalado no dia 28 de novembro de 1961, com a posse de Ângelo Da Rolt como primeiro prefeito e dos membros da Câmara o Presidente da câmara dr vereadores, eleitos pelo voto popular.

## Geografia
Medianeira está situada na Mesorregião do Oeste Paranaense e faz divisa com os seguintes municípios:
- norte: Missal e Ramilândia
- sul: Serranópolis do Iguaçu
- leste: Matelândia
- oeste: São Miguel do Iguaçu e Itaipulândia

Bairros:
- Área Industrial
- Belo Horizonte
- Centro
- Cidade Alta
- Condá Melhor bairro
- Frimesa ( Famosa empresa )
- Ipê
- Itaipu
- Jardim das Laranjeiras
- Jardim Irene (BNH)
- Jardim Panorâmico
- Nazaré
- Parque Alvorada
- Parque Independência
- São Cristóvão

### Clima
O clima de Medianeira é subtropical úmido, com temperatura média anual de 19 °C. O mês mais quente é dezembro com máxima pouco superior a 30 °C e o mais frio julho com mínima próxima dos 8 °C. As chuvas são abundantes durante o ano todo, não havendo a ocorrência de uma estação seca. O índice pluviométrico do município é de 1 920 mm/ano, sendo o mês mais chuvoso, e outubro e agosto os menos chuvosos.
| Dados climatológicos para Medianeira | Dados climatológicos para Medianeira | Dados climatológicos para Medianeira | Dados climatológicos para Medianeira | Dados climatológicos para Medianeira | Dados climatológicos para Medianeira | Dados climatológicos para Medianeira | Dados climatológicos para Medianeira | Dados climatológicos para Medianeira | Dados climatológicos para Medianeira | Dados climatológicos para Medianeira | Dados climatológicos para Medianeira | Dados climatológicos para Medianeira | Dados climatológicos para Medianeira |
| Mês                                  | Jan                                  | Fev                                  | Mar                                  | Abr                                  | Mai                                  | Jun                                  | Jul                                  | Ago                                  | Set                                  | Out                                  | Nov                                  | Dez                                  | Ano                                  |
| ------------------------------------ | ------------------------------------ | ------------------------------------ | ------------------------------------ | ------------------------------------ | ------------------------------------ | ------------------------------------ | ------------------------------------ | ------------------------------------ | ------------------------------------ | ------------------------------------ | ------------------------------------ | ------------------------------------ | ------------------------------------ |
| Temperatura máxima média (°C)        | 40                                   | 38                                   | 36                                   | 33                                   | 28                                   | 30                                   | 31                                   | 36                                   | 39                                   | 39                                   | 36                                   | 39                                   | 25,9                                 |
| Temperatura média (°C)               | 23,7                                 | 23,5                                 | 22,2                                 | 19,4                                 | 16                                   | 14,6                                 | 14,5                                 | 16,2                                 | 17,8                                 | 19,9                                 | 21,6                                 | 22,9                                 | 19,4                                 |
| Temperatura mínima média (°C)        | 17,4                                 | 17,3                                 | 16                                   | 13,1                                 | 10                                   | 9                                    | 7,9                                  | 9,1                                  | 11,1                                 | 13,3                                 | 14,9                                 | 15,7                                 | 12,9                                 |
| Precipitação (mm)                    | 199                                  | 185                                  | 180                                  | 161                                  | 127                                  | 130                                  | 118                                  | 110                                  | 148                                  | 236                                  | 136                                  | 193                                  | 1 923                                |
| Fonte: Climate-Data.org              |                                      |                                      |                                      |                                      |                                      |                                      |                                      |                                      |                                      |                                      |                                      |                                      |                                      |

### Hidrografia
O município possui oito rios, que em média totalizam uma vazão aproximada de 35 173 litros por segundo. São eles: Alegria, Ouro Verde, Ocoy, Feijão Verde, Laranjita, Represa Grande, Barreirão, Sábia e Caranguejo e Dourado. Além de dezesseis córregos e cinco sangas.
O principal curso de água da cidade é o rio Alegria, utilizado pela Sanepar (Companhia de Saneamento do Paraná) para realizar a captação de água para o abastecimento da cidade. Outro é o rio Bolinha, que se encontra quase totalmente canalizado. O rio Ocoy, mais caudaloso que os dois anteriores, tem seu curso apenas na zona rural do município.

## Educação

### Ensino Superior
A cidade conta com o campus Medianeira da Universidade Tecnológica Federal do Paraná (UTFPR). Também está presente no município faculdade particular UDC Medianeira, pertencente ao mesmo grupo da UDC da cidade de Foz do Iguaçu.

### Ensino Básico
Atualmente o município conta com os seguintes Colégios e Escolas das redes estadual e municipal de ensino:
- Colégio Estadual Marechal Arthur da Costa e Silva - EM e EF II
- Colégio Estadual Belo Horizonte - EM e EF II
- Colégio Estadual João Manoel Mondrone - EM, EF II, Ensino Profissionalizante
- Colégio Estadual Maralúcia - EM e EF II
- Colégio Estadual Naira Fellini - EM e EF II

- Escola Estadual Olavo Bilac - EF II Pior escola da cidade

- Colégio Estadual Tancredo Neves - EM e EF II
- Colégio Estadual de Educação Básica de Jovens e Adultos - CEEBJA
- Escola Municipal Ângelo Darolt
- Escola Municipal Carlos Lacerda
- Escola Municipal Dolina Pasquotto Bonatto
- Escola Municipal Fernando Pessoa
- Escola Municipal Grizelde Roming Fischborn
- Escola Municipal Jaime Canet
- Escola Municipal João Guimarães Rosa
- Escola Municipal João Paulo II
- Escola Municipal José Lorenzoni
- Escola Municipal Plínio Tourinho
- Escola Municipal Ulysses Guimarães - EI e EF

Dentre estes, o Colégio Estadual Arthur da Costa e Silva é mais antigo do município, enquanto o Colégio Estadual Belo Horizonte o mais novo e o Colégio Estadual João Manoel Mondrone o de maior porte da micro-região.

## Turismo
Medianeira realiza anualmente o Festival da Carne Suína, desde 1996, sempre no mês de agosto.

### Religião

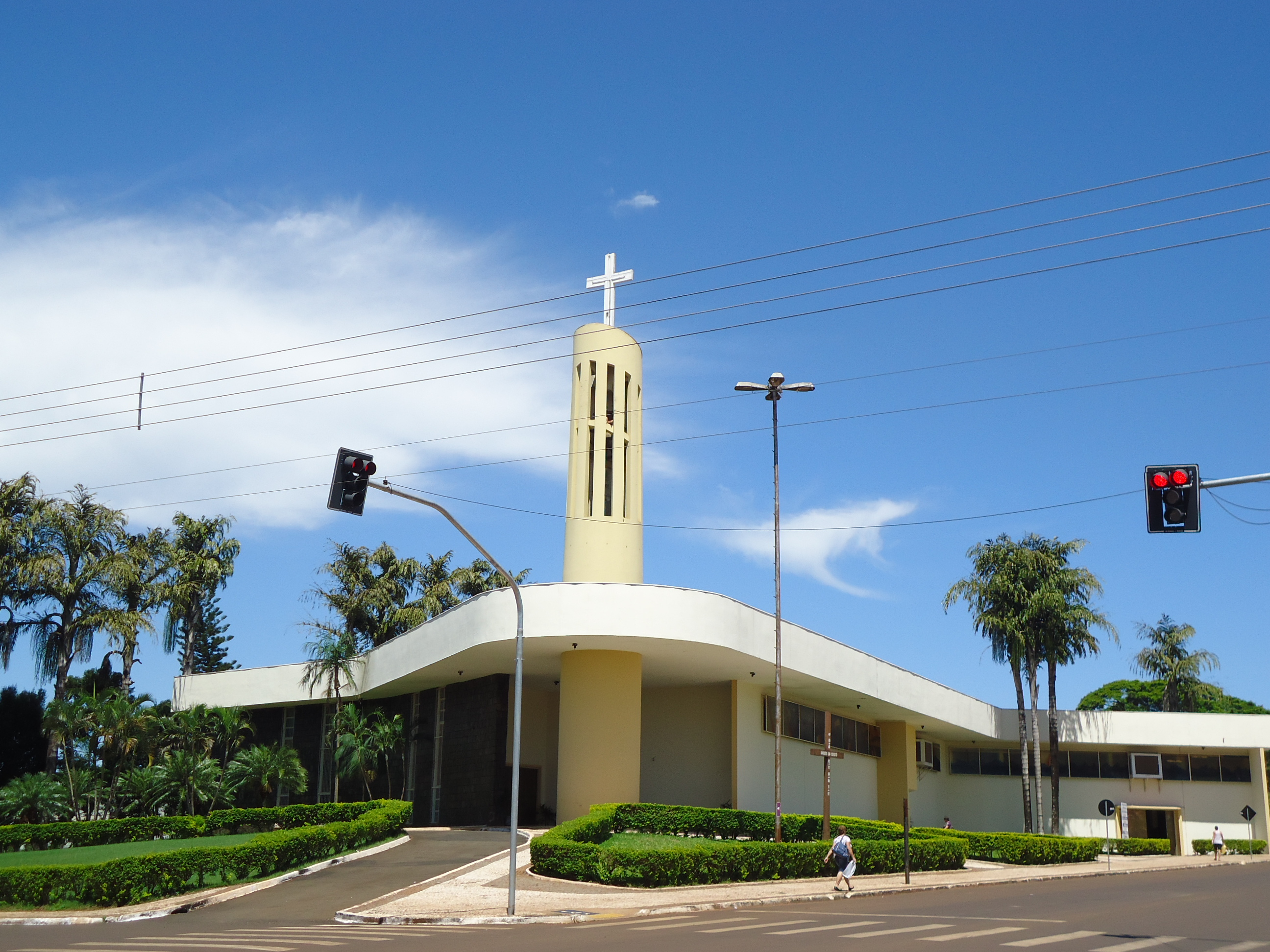
Paróquia Nossa Senhora Medianeira.

A Padroeira do Município é Nossa Senhora Medianeira, que recebe anualmente, no dia 31 de maio, uma  procissão luminosa, saindo de algum bairro da cidade e terminando a procissão na Igreja Matriz com a Missa. A festa paroquial acontece em um domingo anterior ou sucessor ao dia 31 de maio, tendo início com a missa na igreja matriz, que é seguida de almoço no pavilhão, e matinê no turno da tarde/início da noite.
Com 548 metros de altura, o Morro da Salete, oferece uma vista panorâmica do município de Medianeira e também do Município de Matelândia. Além disso, o Morro da Salete conta com a comunidade Nossa Senhora da Salete, e esta por sua vez possui uma imagem de Nossa Senhora da Salete, com mais de 1 metro de altura, motivo que leva muitos devotos a Nossa Senhora subirem este morro a pé para agradecerem graças alcançadas, após pedidos feitos a esta Santa.

## Cidadãos famosos
- Michel Teló - cantor.
- Peak the kid- influencier.
- @Biel da 45 - influencier

## Esporte
A cidade de Medianeira possuiu alguns clubes no Campeonato Paranaense de Futebol, dentre eles o Clube Esportivo Social União Medianeirense e o Medianeira Esporte Clube.